# Campeonato Europeu Júnior de Natação de 1976
O Campeonato Europeu Júnior de Natação de 1976 foi a 6ª edição do evento organizado pela Liga Europeia de Natação (LEN). A competição foi realizada entre os dias 5 e 8 de agosto de 1976 em Oslo na Noruega. Foi realizado um total de 24 provas, sendo 20 de natação e quatro de saltos ornamentais. Teve como destaque a Alemanha Oriental com 11 medalhas de ouro.

## Participantes
- Natação: Nadadores que não tinham mais de 15 anos em 1976. Nascidos não antes de 1961.
- Saltos Ornamentais: Saltadores que não tinham mais de 16 anos em 1976. Nascidos não antes de 1960.

## Medalhistas

### Natação
Os resultados foram os seguintes. 
Masculino
| Evento          | Ouro                                   | Ouro     | Prata                                | Prata    | Bronze                              | Bronze   |
| 100 m Livre     | Alemanha Ocidental · Volker Kuchler    | 55.48    | Portugal · Paulo Frischknecht        | 55.60    | Alemanha Ocidental · Oliver Propp   | 55.72    |
| 400 m Livre     | Itália · Fabio Bracaglia               | 4:03.95  | Iugoslávia · Borut Petrič            | 4:04.12  | União Soviética · Sergei Kiseliev   | 4:09.86  |
| 1500 m Livre    | Iugoslávia · Borut Petrič              | 16:06.39 | Itália · Fabio Bracaglia             | 16:11.77 | União Soviética · Dimitri Selivanov | 16:37.55 |
| 100 m Costas    | União Soviética · Viktor Kuznetsov     | 1:01.80  | União Soviética · Vladimir Vassiliev | 1:02.17  | Alemanha Ocidental · Thomas Lebherz | 1:02.78  |
| 200 m Costas    | Suécia · Per Axelsson                  | 2:12.14  | União Soviética · Vladimir Vassiliev | 2:12.29  | Alemanha Ocidental · Thomas Lebherz | 2:14.22  |
| 100 m Peito     | Alemanha Ocidental · Karsten Krause    | 1:08.77  | União Soviética · Arsen Miksarov     | 1:09.58  | Suécia · Mikael Tredahl             | 1:10.03  |
| 200 m Peito     | Alemanha Ocidental · Götz Felgenträger | 2:29.23  | Alemanha Oriental · Gunnar Quaas     | 2:29.59  | Alemanha Oriental · Falk Becker     | 2:30.67  |
| 100 m Borboleta | Itália · Carlo Rossato                 | 59.17    | União Soviética · Sergei Kiseliev    | 59.23    | Alemanha Ocidental · Uwe Berg       | 1:00.36  |
| 200 m Borboleta | União Soviética · Sergei Kiseliev      | 2:08.46  | Iugoslávia · Borut Petrič            | 2:08.91  | Itália · Carlo Rossato              | 2:10.94  |
| 200 m Medley    | Reino Unido · John Cotton              | 2:16.41  | Bulgária · Krasimir Tumanov          | 2:16.61  | Polónia · Tomasz Wolski             | 2:16.99  |

Feminino
| Evento          | Ouro                                | Ouro    | Prata                               | Prata   | Bronze                              | Bronze  |
| 100 m Livre     | Alemanha Oriental · Petra Priemer   | 57.91   | Alemanha Oriental · Andrea Pollack  | 58.52   | Reino Unido · Mora Houston          | 1'00.68 |
| 400 m Livre     | Alemanha Oriental · Petra Thümer    | 4:21.33 | Bélgica · Carine Verbauwen          | 4:25.60 | Países Baixos · Agnes Jansen        | 4:26.84 |
| 800 m Livre     | Alemanha Oriental · Petra Thümer    | 8:56.44 | Bélgica · Carine Verbauwen          | 8:57.59 | Alemanha Oriental · Heike Seidel    | 9:06.32 |
| 100 m Costas    | Alemanha Oriental · Antje Stille    | 1:04.79 | Hungria · Gabriella Verrasztó       | 1:05.67 | Alemanha Oriental · Annette Sittner | 1:06.03 |
| 200 m Costas    | Alemanha Oriental · Antje Stille    | 2:16.58 | Alemanha Oriental · Daniela Beier   | 2:20.71 | Hungria · Gabriella Verrasztó       | 2:21.53 |
| 100 m Peito     | Alemanha Oriental · Carola Nitschke | 1:13.58 | Alemanha Oriental · Ramona Reinke   | 1:14.86 | Suécia · Ingela Havås               | 1:16.62 |
| 200 m Peito     | Alemanha Oriental · Carola Nitschke | 2:39.37 | Alemanha Ocidental · Martina Thran  | 2:43.39 | Suécia · Ann-Christian Busk         | 2:44.63 |
| 100 m Borboleta | Alemanha Oriental · Andrea Pollack  | 1:00.76 | Alemanha Oriental · Annette Sittner | 1:04.34 | Itália · Cinzia Rampazzo            | 1:05.66 |
| 200 m Borboleta | Alemanha Oriental · Andrea Pollack  | 2:12.71 | Alemanha Oriental · Annette Fiebig  | 2:16.00 | Itália · Cinzia Rampazzo            | 2:21.43 |
| 200 m Medley    | Alemanha Oriental · Petra Priemer   | 2:21.64 | Alemanha Oriental · Daniela Beier   | 2:25.47 | Polónia · Joanna Pizon              | 2:27.79 |

### Saltos ornamentais
Masculino
| Evento                     | Ouro                                   | Ouro   | Prata                                | Prata  | Bronze                              | Bronze |
| Trampolim 3 m individual   | União Soviética · Georgi Kuzmin        | 438.80 | Alemanha Ocidental · Reiner Kleemann | 414.30 | União Soviética · Aleksandr Portnov | 385.50 |
| Plataforma 10 m individual | União Soviética · Aleksandr Kovaleskov | 399.65 | União Soviética · Vladimir Lobyntsev | 385.60 | Alemanha Ocidental · Ralf Scheppers | 383.25 |

Feminino
| Evento                     | Ouro                           | Ouro   | Prata                               | Prata  | Bronze                         | Bronze |
| Trampolim 3 m individual   | Alemanha Oriental · Beate Jahn | 364.35 | Alemanha Oriental · Martina Jäschke | 355.95 | União Soviética · Anna Dudina  | 355.20 |
| Plataforma 10 m individual | União Soviética · Anna Dudina  | 295.80 | União Soviética · Galina Pianova    | 290.50 | Alemanha Oriental · Beate Jahn | 284.55 |

## Quadro de medalhas
| Ordem | País               | Medalha de ouro | Medalha de prata | Medalha de bronze | Total |
| ----- | ------------------ | --------------- | ---------------- | ----------------- | ----- |
| 1     | Alemanha Oriental  | 11              | 8                | 4                 | 23    |
| 2     | União Soviética    | 5               | 6                | 4                 | 15    |
| 3     | Alemanha Ocidental | 3               | 2                | 5                 | 10    |
| 4     | Itália             | 2               | 1                | 3                 | 6     |
| 5     | Iugoslávia         | 1               | 2                | 0                 | 3     |
| 6     | Suécia             | 1               | 0                | 3                 | 4     |
| 7     | Reino Unido        | 1               | 0                | 1                 | 2     |
| 8     | Bélgica            | 0               | 2                | 0                 | 2     |
| 9     | Hungria            | 0               | 1                | 1                 | 2     |
| 10    | Portugal           | 0               | 1                | 0                 | 1     |
| 10    | Bulgária           | 0               | 1                | 0                 | 1     |
| 12    | Polónia            | 0               | 0                | 2                 | 2     |
| 13    | Países Baixos      | 0               | 0                | 1                 | 1     |
| Total | Total              | 24              | 24               | 24                | 72    |